# گئورگ آتاربکیان
گئورگ آلکساندری آتاربکیان (ارمنی: Գևորգ Ալեքսանդրի Աթարբեկյան؛ روسی: Георгий Александрович Атарбеков؛ ۲ دسامبر ۱۸۹۲ – ۲۲ مارس ۱۹۲۵) سیاستمدار و انقلابی بلشویک ارمنی‌تبار اهل امپراتوری روسیه بود.

## زندگی‌نامه
وی در واغارشاپات در ۲ دسامبر ۱۸۹۲ به دنیا آمد . وی در ۲۲ مارس ۱۹۲۵ در سن ۳۲ سالگی در تفلیس همراه با آلکساندر میاسنیکیان و سولومون موگیلفسکی در یک سانحه هوایی کشته شد.